# Сел Диноаз
Сел Диноаз (фр. Celle-Dunoise) насеље је и општина у централној Француској у региону Лимузен, у департману Крез која припада префектури Гере.
По подацима из 2011. године у општини је живело 606 становника, а густина насељености је износила 20,82 становника/km². Општина се простире на површини од 29,11 km². Налази се на средњој надморској висини од 235 метара (максималној 392 m, а минималној 216 m).

## Демографија
| 1962. | 1968. | 1975. | 1982. | 1990. | 1999. | 2011. |
| ----- | ----- | ----- | ----- | ----- | ----- | ----- |
| 862   | 880   | 732   | 668   | 589   | 598   | 606   |

График промене броја становника у току последњих година